# Skylark
Skylark ili The Skylark of Space je jedna or najranijih novela koja se bavi s međuzvjezdanim putovanjem. Prvotno poglavlja su bila serijalizirana 1928. u magazinu Amazing Stories, a prvi put kao cijelovita knjiga sve priče bile su objavljene 1946. od The Buffalo Book Co. Priče je napisao Edward E. "Doc" Smith uzmeđu 1915. do 1921. dok je radio na svom doktoratu iz kemije, a kasnije kao kemičar za prehranu skupa s Lee Hawkins Garby koja je bila žena njegovog kolege s fakulteta Carla Garbya.